# Lammentrecote

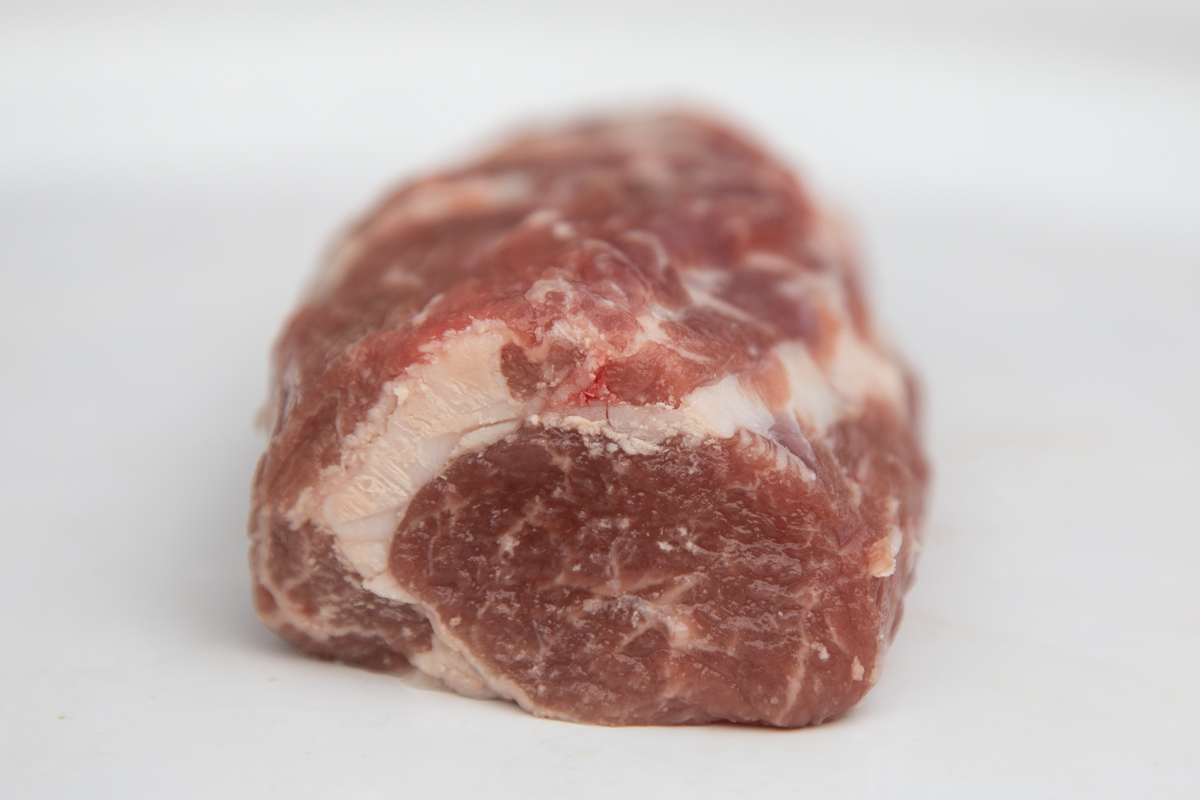
Entrecôte av lamm

Lammentrecote (uttalas /aŋtrɛˈkoːt/) är betydligt mindre än motsvarande styckdetalj av nötkött, men skärs liksom den ut från ryggen på djurets mellandel, ovanför de sex bakre revbenen. Ordet kommer från franskans entre côte, "mellan revbenen". Styckad med ben kallas lammentrecoten även karré.
Styckdetaljen är mör och går snabbt att tillaga. Den är marmorerad av insprängt fett, vilket gör den rik på smaker. 
Skivad lammentrecote kan stekas i panna och passar också bra att grilla. Hel bit kan bräseras i gryta eller stekas i ugn. För att inte bli seg eller torr bör den serveras med ett rött eller rosa inre.
Den säljs i skivor eller i bit mellan 300 och 400 g. Som portionsstorlek beräknas cirka 200 g kött med ben, eller 100-125 g utan ben.